# NGC 5786
NGC 5786 ist eine Balkenspiralgalaxie vom Typ SBbc und liegt im Sternbild Zentaur. Sie ist rund 129 Millionen Lichtjahre von der Milchstraße entfernt.
Die Galaxie wurde am 5. Juni 1834 von dem britischen Astronomen John Herschel entdeckt.